# 多布羅辛
多布羅辛（羅馬化：Dobrosyn）是烏克蘭西部利維夫州利維夫區多布羅辛-馬海里夫市鎮的村莊。該村始建於1414年，面積24.3平方公里，2001年人口2001、2025年人口2,031，人口密度每平方公里83.6人。